# Karl-Heinz Tritschler
Karl-Heinz Tritschler (16. september 1949) er en tidligere fodbolddommer fra Vesttyskland. Han dømte internationale kampe under det internationale fodboldforbund, FIFA, fra 1982 til 1991.
Han dømte finalen i Mesterholdenes Europa Cup 1988-89 mellem AC Milan og Steaua București. En kamp som AC Milan vandt 4-0.
Han dømte deusedn ved Sommer-OL 1988 i Seoul, hvor han dømte gruppekampen mellem Australien og Brasilien.